# Al-Dżuf
Al-Dżuf (fr. El-Djouf) – pustynia w północno-zachodniej Afryce, część Sahary. Położona jest we wschodniej części Mauretanii i zachodniej części Mali.
Wyżej położona jest część południowa – ok. 500 m n.p.m., podczas gdy część północna wznosi się na wysokość 200 m n.p.m. Średnia temperatura powietrza w lipcu przekracza 34 °C.